# Igla
Igla (russisk: Игла) er en sovjetisk spillefilm fra 1988 af Rashid Nugmanov.

## Medvirkende
- Viktor Tsoj som Moro
- Marina Smirnova som Dina
- Aleksandr Basjirov som Spartak
- Pjotr Mamonov som Artur Yusupovich
- Archimedes Iskakov som Archimedes